# متلازمة دوناي بارو
متلازمة دوناي بارو، اضطراب وراثي وُصف لأول مرة على يد العالمة البريطانية ديان دوناي والعالمة الأمريكية مارغريت بارو في عام 1993. يصيب هذا الاضطراب الوراثي أكثر من عضو في الجسم، ويرتبط بالصبغي LRP2.

## عرض
تتميز هذه المتلازمة بملامح وجه غير طبيعية تشمل عيون جاحظة واسعة مع زوايا خارجية تميل للأسفل مع أنف قصير مسطح وآذان تدور للخلف.
يعاني الأفراد المصابون بمتلازمة دوناي بارو من نقص شديد في السمع ناتج عن تشوهات في الأذن الداخلية (فقدان سمع حسي عصبي)، وغالباً ما يعاني المصابون أيضاً من اضطرابات في الرؤية مثل قصر نظر شديد وانفصال الشبكية وفقدان البصر التدريجي، وقد يحدث لدى البعض فجوة في الجزء الملون من العين (ورم قزحية).
يكون النسيج الذي يربط النصفين الأيمن والأيسر من الدماغ (الجسم الثفني) ضامراً أو غائباً كلياً عند جميع الأشخاص المصابين بمتلازمة دوناي بارو تقريباً، وقد يعاني الأفراد المصابون أيضاً من تشوهات هيكلية أخرى في بنية الدماغ، ولذلك غالباً ما يكون لديهم إعاقة ذهنية خفيفة إلى متوسطة وتأخر في النمو. قد يعاني المصابون بمتلازمة دوناي بارو من ثقب في العضلة التي تفصل البطن عن الصدر (الحجاب الحاجز)، ويطلق على هذا الاضطراب (الفتق الحجابي)، إذ يسمح هذا التشوه الخلقي الخطير للمعدة والأمعاء بالصعود إلى الصدر والضغط على القلب والرئتين. قد تحدث أيضاً فتحة في جدار البطن (قيلة سرية). يعاني المصابون بمتلازمة دوناي بارو من تشوهات في الأمعاء والقلب والعمود الفقري والأعضاء الأخرى.

## الأسباب
تسبب طفرات الجين LRP2 الإصابة بمتلازمة دوناي بارو. يوفر الجين LRP2 تعليمات لصنع بروتين ميغالين. يعمل هذا البروتين كمستقبل. تحتوي المستقبلات على مواقع محددة ترتبط فيها بروتينات أخرى محددة، وتعمل هذه البروتينات معاً على إطلاق إشارات تؤثر على نمو الخلية ووظيفتها. يحتوي ميغالين على العديد من الروابط التي تشارك في عمليات الجسم المختلفة مثل امتصاص الفيتامينات إي ودي، وتنظيم المناعة، ونقل الدهون في الدم.
يدخل بروتين ميغالين في غشاء الخلايا الذي يبطن أسطح وتجاويف الجسم (الخلايا الظهارية). تساعد المستقبلات على تحريك الروابط من سطح الخلية إلى داخل الخلية، ما يؤدي لتنشيط وظيفة العديد من أجزاء الجسم مثل الدماغ والنخاع الشوكي (الجهاز العصبي المركزي) والعينين والأذنين والرئتين والأمعاء والجهاز التناسلي والأنابيب الكلوية. يعتقد أن الطفرات التي تصيب الجين LRP2 والتي تسبب متلازمة دوناي بارو تؤدي إلى غياب بروتين ميغالين الوظيفي، ما يؤدي إلى نقص الميغالين الوظيفي في الأنابيب الكلوية وإفراز الميغالين في البول بدلاً من امتصاصه مرة أخرى إلى الدم.
يُعتقد أن ميزات متلازمة دوناي بارو تنتج عن عدم قدرة الميغالين على المساعدة في امتصاص المستقلبات التي تطرح في البول، أو تعطيل مسارات الإشارات الكيميائية الحيوية، ومع ذلك فمن غير الواضح كيف يؤدي هذا الخلل إلى ظهور علامات وأعراض محددة للمتلازمة.

### طفرة موروثة
تورث هذه الحالة بنمط وراثي جسمي متنحي، ما يعني أن كلا نسختي الجين في كل خلية بها طفرات، ولذلك يحمل كل من والدي الفرد المصاب بحالة وراثية متنحية نسخة واحدة من الجين الطافر، ولكن لا تظهر عليه علامات وأعراض الاضطراب.
قد يُصاب شحص ما بمتلازمة دوناي بارو عندما يرث نسختين من الجين الطافر من والده نتيجة لتغير جيني يسمى اضطراب الأبناء الأحادي. يحدث هذا التغير عندما يتلقى الشخص نسختين من الجين أو جزءاً من الجين من أحد الوالدين فقط دون نسخ من الوالد الآخر.